# 천사탈주 (1955년 영화)
천사탈주(We're No Angels)는 미국에서 제작된 마이클 커티즈 감독의 1955년 코미디 영화이다. 험프리 보가트 등이 주연으로 출연하였고 팻 더건 등이 제작에 참여하였다.

## 출연

### 주연
- 험프리 보가트
- 알도 레이

### 조연
- 피터 유스티노프
- 조안 베넷
- 배질 라스본
- 리오 G. 캐럴
- 존 베어
- 글로리아 탤봇
- 존 스미스
- 토븐 메이어

## 제작진
- 원작자: 알베르 위송
- 미술: 롤랜드 앤더슨
- 미술: 헐 페레이라
- 의상: 메리 그랜트

## 같이 보기
- 크리스마스 영화 목록